# Butterfly (låt)
" Butterfly " är en låt av den svenska popgruppen Smile.dk, från deras album Smile från 1998 . Den skrevs och producerades av Robert Uhlmann och Robin Rex. Låten blev känd efter att ha inkluderats i den första versionen av spelet Dance Dance Revolution och för att ha blivit ett internetmeme på 2010-talet efter att ha inkluderats i kinesisk leksakstelefoner.
Den 13 maj 2009, spelades låten in igen under titeln "Butterfly '09 (United Forces Airplay Edit)".

## Officiella remixer
1. Anaconda Remix — 4:21
2. China Power Mix — 1:48
3. Delaction Radio Remix — 3:40
4. Delaction Mix — 5:48
5. Extended Mix — 4:21
6. Hyper-K Mix — 3:23
7. KCP Kung-Fu Mix — 1:34
8. Pan-Ace Radio Mix — 3:00
9. Romance Mix — 2:56
10. S3RL Mix — 4:50
11. United Forces Airplay Edit — 3:07
12. Upswing Mix — 5:25